# Atletismo nos Jogos Pan-Americanos de 1987 - 100 m feminino
As provas dos 100 m feminino nos Jogos Pan-Americanos de 1987 foram realizadas em 9 e 10 de agosto em Indianápolis, Estados Unidos.

## Medalhistas
| Ouro                           | Prata                             | Bronze                    |
| Gail Devers USA Estados Unidos | Diane Williams USA Estados Unidos | Pauline Davis BAH Bahamas |

## Resultados

### Eliminatórias
Vento:
Eliminatória 1: +3.7 m/s, Eliminatória 2: +3.0 m/s
| Posição | Eliminatória | Nome           | Nacionalidade      | Tempo | Notas |
| ------- | ------------ | -------------- | ------------------ | ----- | ----- |
| 1       | 1            | Gail Devers    | USA Estados Unidos | 11.01 | Q     |
| 1       | 2            | Diane Williams | USA Estados Unidos | 11.07 | Q     |

### Semifinais
Vento:
Eliminatória 1: +4.7 m/s, Eliminatória 2: +3.7 m/s
| Posição | Eliminatória | Nome               | Nacionalidade      | Tempo | Notas |
| ------- | ------------ | ------------------ | ------------------ | ----- | ----- |
| 1       | 1            | Gail Devers        | USA Estados Unidos | 10.85 | Q     |
| 1       | 2            | Diane Williams     | USA Estados Unidos | 10.94 | Q     |
| 2       | 2            | Pauline Davis      | BAH Bahamas        | 11.16 | Q     |
| 2       | 1            | Eusebia Riquelme   | CUB Cuba           | 11.21 | Q     |
| 9       | ?            | Sheila de Oliveira | BRA Brasil         | DNS   | [ 2 ] |
| 9       | ?            | Inês Ribeiro       | BRA Brasil         | DNS   | [ 2 ] |

### Final
Vento: -2.0 m/s
| Posição           | Nome              | Nacionalidade      | Tempo | Notas |
| ----------------- | ----------------- | ------------------ | ----- | ----- |
| Medalha de ouro   | Gail Devers       | USA Estados Unidos | 11.14 |       |
| Medalha de prata  | Diane Williams    | USA Estados Unidos | 11.25 |       |
| Medalha de bronze | Pauline Davis     | BAH Bahamas        | 11.47 |       |
| 4                 | Liliana Allen     | CUB Cuba           | 11.51 |       |
| 5                 | Eusebia Riquelme  | CUB Cuba           | 11.65 |       |
| 6                 | Vivienne Spence   | JAM Jamaica        | 11.73 |       |
| 7                 | Angela Phipps     | CAN Canadá         | 11.82 |       |
| 8                 | Molly Killingbeck | CAN Canadá         | 11.98 |       |